# كارين هاردي
كارين هاردي (بالإنجليزية: Karen Hardy)‏ هي راقصة بريطانية، ولدت في 14 يوليو 1970 في وايمث في المملكة المتحدة.

## وصلات خارجية
- كارين هاردي على موقع IMDb (الإنجليزية)
- كارين هاردي على موقع ميوزك برينز (الإنجليزية)